# Alveopora allingi
Alveopora allingi là một loài san hô trong họ Poritidae. Loài này được Hoffmeister mô tả khoa học năm 1925.